# Van Cittert–Zernike-theorema
Het Van Cittert–Zernike-theorema is een stelling uit de fysische optica waarmee bewezen wordt dat de coherentie van straling uit een verre, monochromatische bron gelijk is aan de fouriertransformatie van de intensiteitsverdeling van de bron. Pieter Hendrik van Cittert bewees de stelling in 1934.
Frits Zernike vond in 1938 een eenvoudiger afleiding zodat de stelling als het Van Cittert–Zernike-theorema bekendstaat. Met deze stelling is de gedeeltelijke ruimtelijke coherentie van straling te berekenen. Het is van belang voor apertuursynthese in de radioastronomie, adaptieve optiek van telescopen, lasers en vrije-elektronenlasers als gedeeltelijk coherente stralingsbronnen.

## Stelling
We stellen ons een uitgebreide bron voor op grote afstand van een waarnemer. Deze vangt de binnenkomende straling van de bron op in een vlak, loodrecht op zijn/haar gezichtslijn. In twee punten in dit vlak worden waarnemingen gedaan van de verre bron. Het is de vraag dat deze waarnemingen coherent zijn. De mate van coherentie is met deze stelling te berekenen. De functie die de coherentie beschrijft tussen de straling die aankomt in twee punten in een vlak loodrecht op de gezichtslijn {\displaystyle \Gamma _{12}(u,v)} is gelijk aan de fouriertransformatie van de intensiteitsverdeling {\displaystyle I(l,m)} van de bron:
{\displaystyle \Gamma _{12}(u,v)=\iint I(l,m)e^{-2\pi i(ul+vm)}\ dl\ dm}
met 
{\displaystyle u} en {\displaystyle v} de tussenafstand tussen de twee punten in {\displaystyle x}- en {\displaystyle y}-richting, uitgedrukt in golflengtes en
{\displaystyle l} en {\displaystyle m} de richtingscosinussen voor een punt op de verre stralingsbron.

## Veronderstellingen
1. De straling uit de bron is incoherent, dus de stelling gaat niet op voor pulsars en masers.
2. De bron staat ver weg, dat wil zeggen de afstand {\displaystyle r} is veel groter dan de afmeting {\displaystyle d} van de meetapparatuur vergeleken met de golflengte {\displaystyle {\lambda }} van de straling:

{\displaystyle r\gg {\frac {d^{2}}{\lambda }}}
Met een basislijn D van 20 km, bijvoorbeeld voor de gezamenlijke radiotelescopen van de Very Large Array, en een golflengte van 1 cm, is de afstand van het verre veld dus veel groter dan {\displaystyle 4\times 10^{10}} m. Voor hemellichamen buiten het zonnestelsel geldt de stelling zeker.
1. De bron overspant een kleine hoek aan de hemel.
2. De straling is bij goede benadering monochromatisch.
3. De bron ligt in een plat vlak, is twee-dimensionaal.
4. Het medium tussen bron en waarnemer is homogeen.